# Prosenoides haustellata
Prosenoides haustellata là một loài ruồi trong họ Tachinidae.